# Francesco Piccolomini d'Aragona
Francesco Piccolomini, avstrijski general, * ?, † 1686.